# Leon Festinger
Leon Festinger (8 tháng 5 năm 1919 - 11 tháng 2 năm 1989) là một nhà tâm lý học xã hội người Mỹ, được biết đến nhiều nhất với lý thuyết bất hòa về nhận thức và lý thuyết so sánh xã hội. Các lý thuyết và nghiên cứu của ông được cho là đã từ bỏ quan điểm chủ nghĩa hành vi trước đây về tâm lý xã hội bằng cách chứng minh sự không phù hợp của các tài khoản điều hòa kích thích-phản ứng trong hành vi con người. Festinger cũng được ghi nhận là người đã thúc đẩy việc sử dụng thí nghiệm trong phòng thí nghiệm trong tâm lý xã hội, mặc dù ông đồng thời nhấn mạnh tầm quan trọng của việc nghiên cứu các tình huống thực tế, một nguyên tắc mà ông có lẽ đã thực hành nổi tiếng nhất khi đích thân thâm nhập vào một giáo phái ngày tận thế. Ông cũng được biết đến trong lý thuyết mạng xã hội cho các hiệu ứng lân cận.
Festinger học tâm lý học dưới sự hướng dẫn của Kurt Lewin, một nhân vật quan trọng trong ngành tâm lý học xã hội hiện đại, tại Đại học Iowa, và tốt nghiệp năm 1941; tuy nhiên, ông không quan tâm đến tâm lý xã hội cho đến khi làm giảng viên tại Trung tâm Nghiên cứu Động lực học Nhóm của Lewin tại Viện Công nghệ Massachusetts vào năm 1945. Mặc dù có ưu thế về tâm lý xã hội, Festinger chuyển sang nghiên cứu nhận thức thị giác vào năm 1964 và sau đó là khảo cổ học và lịch sử vào năm 1979 cho đến khi ông qua đời năm 1989. Sau BF Skinner, Jean Piaget, Sigmund Freud và Albert Bandura, Festinger là nhà tâm lý học được trích dẫn nhiều thứ năm của thế kỷ 20.